# D12 Limited Edition Mixtape
D12 Limited Edition Mixtape — мікстейп гурту D12, перший реліз з часів студійного альбому 2001 р. Devil's Night. У 2003, поки Eminem працював з іншими артистами Shady Records, решта учасників вирішила записати реліз, щоб задовольнити фанів та відповісти своїм тогочасним ворогам, Джа Рулу, Benzino й Royce da 5'9".
Реліз розповсюджували безкоштовно під час приватної вечірки у Детройті, організованій на честь виходу альбому 50 Cent. «Area Stores» виконує Салам Рек під псевдонімом MC MaHatma.

## Список пісень
| #   | Назва                              | Виконавці               | Тривалість |
| --- | ---------------------------------- | ----------------------- | ---------- |
| 1.  | «Smackdown»                        | Swifty, Bizarre         | 3:45       |
| 2.  | «Kuniva Freestyle»                 | Kuniva                  | 1:42       |
| 3.  | «Derty Promo»                      | Proof                   | 3:52       |
| 4.  | «Been a Hoe»                       | Swifty, Bizarre, Kuniva | 3:06       |
| 5.  | «Suck My Dick» (з участю Treasure) | Kon Artis               | 3:51       |
| 6.  | «Suck It»                          | Bizarre                 | 2:30       |
| 7.  | «Talk to Much»                     | Swifty                  | 1:44       |
| 8.  | «Area Stores»                      | MC MaHatma              | 4:41       |
| 9.  | «Kick the Door In»                 | Swifty, Proof, Kuniva   | 4:36       |
| 10. | «My Life»                          | Proof                   | 2:57       |
| 11. | «Swift Freestyle»                  | Swifty, Proof           | 2:13       |
| 12. | «Arebic»                           | Bizarre, Kon Artis      | 3:24       |
| 13. | «Robbery»                          | Bizarre, Kuniva         | 2:04       |
| 14. | «Wrong»                            | Kuniva, Kon Artis       | 2:25       |
| 15. | «Ostrage Trot»                     | Proof, Bizarre          | 3:47       |
| 16. | «Neva Too Famous»                  | Kuniva                  | 4:03       |
| 17. | «I Ain't Trippin»                  | Proof                   | 3:26       |
| 18. | «Tonight»                          | Bizarre                 | 3:03       |

Оригінальні біти
- «Smackdown» — «Back Down» у вик. 50 Cent.
- «Area Stores» — «Area Codes» у вик. Ludacris з участю Нейта Доґґа.
- «Suck It» — «Work It» у вик. Міссі Елліотт.
- «Kick the Door In» — «In da Club» у вик. 50 Cent.
- «Wrong» — «What We Do» у вик. Freeway.
- «Tonight» — «Can't Wait» у вик. Redman.